# David Bercuson
David Jay Bercuson, O.C., FRSC, kanadski delavski, vojaški in politični zgodovinar, akademik in pedagog, * 31. avgust 1945, Montreal.
Trenutno je profesor zgodovine na Univerzi v Calgaryju ter direktor Centra za vojaške in strateške študije Univerze v Calgaryju.
Leta 1988 je postal član Kanadske kraljeve družbe in leta 2003 je prejel red Kanade.